# Jaroslav Průšek
Jaroslav Průšek (čínsky v českém přepisu Pchu-š'-kche, pchin-jinem Pǔshíkè, znaky zjednodušené 普实克, tradiční 普實克; 14. září 1906 v Praze – 7. dubna 1980 tamtéž) byl český sinolog s mezinárodní pověstí.

## Život a dílo

### Mládí a studia
Jeho otec–strojvůdce předčasně zemřel a Jaroslav Průšek byl vychováván prarodiči. Vystudoval gymnázium v Praze a po maturitě v roce 1917 studoval dějiny antických národů a Byzance na Filozofické fakultě Univerzity Karlovy. Studiu čínštiny se věnoval soukromě od roku 1927. Ve studiu sinologie a japanologie pokračoval v Göteborgu a v Halle, studia ukončil doktorátem na Filozofické fakultě v roce 1930. Čínštině a japonštině se dále věnoval během studií v Lipsku.

### Do konce 2. světové války
V roce 1932 jej Orientální ústav vyslal na studijní pobyt do Číny. Na Národní univerzitě v Pekingu studoval dějiny hospodářství a navazoval osobní kontakty s předními osobnostmi čínské literatury a literárního dějepisectví. V letech 1934-37 pokračoval ve studiu čínské literatury na císařské univerzitě v Tokiu, 1937 vedl letní dvouměsíční kurs dějin čínské literatury v Berkeley (USA). Po návratu do vlasti pracoval v Exportním ústavu (1938-39), učil čínštinu na Vyšší lidové škole ve Zlíně (1937-38), katalogizoval čínské knihy v Univerzitní knihovně (1938-40), a především působil jako lektor čínštiny a japonštiny ve Škole živých orientálních jazyků při Orientálním ústavu v Praze (1938-46). Za války odmítal nabídky na působení v Německu.

### Po 2. světové válce
V roce 1945 byl jmenován docentem FF UK (habilitační práce Research into the Beginnings of the Chinese Popular Novel). V témže roce založil katedru filologie a dějin Dálného východu a inicioval založení časopisu Nový Orient. 1947 byl jmenován mimořádným, 1948 řádným profesorem čínské a japonské řeči a literatury na FF UK v Praze. Zároveň přednášel na Univerzitě Palackého v Olomouci. V roce 1948 se stal úřadujícím místopředsedou Orientálního ústavu, 1952 zvolen proděkanem FF UK v Praze. V listopadu 1954 rezignoval na vedení katedry filologie a dějin Dálného východu FF UK. V roce 1955 byl zvolen členem ČSAV; v Orientálním ústavu pracoval až do svého vynuceného odchodu roku 1971, od 1952 jako jeho ředitel. V roce 1968 získal Jaroslav Průšek čestný doktorát Univerzity Palackého v Olomouci jako poděkování za úsilí, které vynaložil při budování zdejšího oboru sinologie, prvního svého druhu v tehdejším Československu. Obor sinologie byl z nařízení ministerstva i přes Průškovy protesty v roce 1951 zrušen a jeho studenti převedeni do Prahy. K jeho obnovení došlo až v 90. letech 20. století vznikem dnešní Katedry asijských studií.
V letech 1952–1971 byl Průšek ředitelem Orientálního ústavu, který se pod jeho vedením stal světově uznávaným orientalistickým pracovištěm. S nastupující normalizací byl (28. února 1971) z místa ředitele odvolán; nahradil jej Václav Opluštil, stranický kádr bez orientalistického vzdělání.
Ve svém díle se zabýval především dějinami čínské středověké i moderní literatury a tradičními vypravěčskými žánry, dále vznikem a vývojem čínské civilizace a kultury.

### Rodinný život
V letech 1935–1940 byl Jaroslav Průšek ženat s japanistkou Vlastou Hilskou (rozenou Novotnou). Oženil se během pobytu v Japonsku, manželé se později rozvedli. Jeho druhou manželkou byla též orientalistka Berta Krebsová (1909–1973). Se třetí manželkou Olgou Chrtkovou měl dceru Kateřinu.

## Dílo
- Jaroslav Průšek: Umělá literatura a lidová slovesnost v Číně. Václav Petr, 1942, 39 s. Praha.
- Jaroslav Průšek: Sestra moje Čína. Družstevní práce, 1947, 350 s. Praha.
- Jaroslav Průšek: O čínském písemnictví a vzdělanosti. Družstevní práce, 1947, 343 s. Praha.

### Editor
- PRŮŠEK, Jaroslav, vedoucí kolektivu autorů: Slovník spisovatelů : Asia e Afrika. Praha: Odeon, 1967. dva svazky.